# تمایل گونه‌ها به تشکیل واریته‌ها؛ و تداوم واریته‌ها و گونه‌ها با روش‌های انتخاب طبیعی
در باب تمایل گونه‌ها به تشکیل واریته‌ها؛ و اندر تداوم واریته‌ها و گونه‌ها با روش‌های انتخاب طبیعی (به انگلیسی: On the Tendency of Species to form Varieties; and on the Perpetuation of Varieties and Species by Natural Means of Selection)، عنوان دو مقاله علمی مشترک ارائه شده به انجمن لینه لندن در تاریخ ۱ ژوئیه ۱۸۵۸ :در باب تمایل گونه‌ها به ایجاد اقسام نوشته:آلفرد راسل والاس و چکیده‌ای از کار منتشر نشده روی گونه‌ها مقالهٔ ۱۸۴۴ چارلز داروین، به همراه چکیده‌ای از نامهٔ داروین به آسا گری است. این اولین اعلام نظریه فرگشت با انتخاب طبیعی داروین- والاس بود. مقالات در ۲۰ اوت ۱۸۵۸ چاپ شدند. ارائهٔ مقاله موجب شد داروین «چکیدهٔ» فشرده‌ای از «کتاب بزرگش» در مورد انتخاب طبیعی بنویسد. این نوشته در نوامبر ۱۸۵۹ تحت نام خاستگاه گونه‌ها منتشر شد.

## حوادث منجر به انتشار مقالات
در سفر بر اچ‌ام‌اس بیگل چارلز داروین جوان برای مطالعهٔ تاریخ طبیعی آمریکای جنوبی بین دوره فارغ‌التحصیلی و شروع کار خود به عنوان یک روحانی وقفه‌ای انداخت، او در دانشگاه ادینبرا و دانشگاه کمبریج به تاریخ طبیعی علاقه‌مند شده بود؛ و تحت تأثیر کتاب اصول زمین‌شناسی چارلز لایل، به زمین‌شناسی توانمند و همچنین جمع‌آوری کنندهٔ نمونه‌های گیاهی و جانوری و فسیل‌های پستانداران منقرض شدهٔ غول پیکر تبدیل شد. پس از بازگشت از سفر، الگوهایی از توزیع جغرافیایی و تاریخی را پیوند داده و شروع به تردید در ثبات گونه‌ها کرد. در سپتامبر ۱۸۳۸ نظریهٔ انتخاب طبیعی خود را به عنوان علت فرگشت در نظر گرفت، سپس با توسعه کار خود به عنوان یک زمین‌شناس و نویسنده به‌طور انفرادی روی یافتن شواهد و پاسخ دادن به اعتراضات احتمالی کار کرد و نظریات خودش را در مقاله‌ای در سال ۱۸۴۴ تنظیم کرده و نوشت. او در مورد تغییر شکل با دوستش جوزف دالتون هوکر،که مقالهٔ او را در ۱۸۴۷ خواند، گفتگو کرد. داروین پس از توجه به زیست‌شناسی و تکمیل کار هشت ساله‌اش بر روی کشتی‌چسبها، در سال ۱۸۵۴ کارش را بر روی نظریهٔ گونه‌ها تشدید کرد.

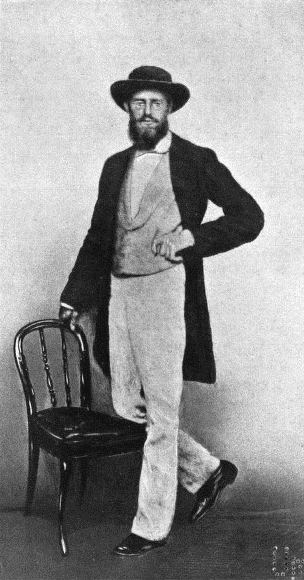
عکسی از آلفرد راسل والاس که در سال ۱۸۶۲ در سنگاپور گرفته شده‌است

آلفرد راسل والاس، طبیعی‌دانی که در برنئو کار می‌کرد، مقاله‌ای را در مورد «معرفی» گونه‌ها در سالنامه‌ها و مجله تاریخ طبیعی منتشر کرده بود. این کار موجب اظهارنظرهای محتاطانه‌ای در مورد فرگشت شده بود، و در بهار ۱۸۵۸ مورد توجه لایل قرار گرفت که به نوبهٔ خود توجه داروین را، که به دنبال یک استراتژی برای ارائهٔ نظریه‌اش بود، به آن جلب کرد. ظاهراً داروین منظور والاس را اشتباه متوجه شده و به او نوشت: «والاس هیچ چیز جدیدی ننوشته‌است. … از شبیه‌سازی درخت من استفاده می‌کند،[اما] به نظر می‌رسد که همه نظریه مال خود اوست.» به‌هرحال، تمام جزئیات انتخاب طبیعی را برای لایل تشریح کرد. لایل متوجه شد که پذیرفتن این مطلب دشوار است و به داروین اصرار کرد که پیشقدم بودن خود را اعلام کند. در ۱۴ ماه مه ۱۸۵۶ داروین شروع به نوشتن پیش‌نویس کتابی کرد که بعدها عنوان انتخاب طبیعی گرفت.
والاس گونه‌های مختلف را گردآوری کرده و از برنئو با داروین مکاتبه کرد. در دسامبر ۱۸۵۷ به داروین نامه نوشت تا از او بپرسد که آیا در کتابش به منشأ انسان‌ها هم خواهد پرداخت؟ که داروین به او پاسخ داد: «فکر می‌کنم از این کار خودداری کنم، چون تعصب زیادی در این مورد وجود دارد، گرچه به طور کامل تصدیق می‌کنم که برای زیست‌شناسان مهم‌ترین و جالبترین مسئله است.» او والاس را تشویق به نظریه‌پردازی کرده و گفت: «بدون حدس و گمان مشاهدهٔ اصیل و خوبی وجود نخواهد داشت.» و افزود: «من در این کار خیلی جلوتر از شما حرکت می‌کنم.»
والاس مقاله‌اش در باب تمایل گونه‌ها به ایجاد اقسام را در فوریه ۱۸۵۸ در ترنیت نوشته و آن را برای داروین فرستاد و از او تقاضا کرد آن را برای لایل بفرستد. داروین در ۱۸ ژوئن ۱۸۵۸ آن را دریافت کرد. او به لایل نوشت: «با توجه به کینه‌های ایجاد شده حرف‌هایت به حقیقت پیوست حتی از پیش‌گویی تو هم پیشی گرفته‌است.» و اگر والاس «مطلب مرا که در سال ۱۸۴۲ برای دوره لیسانسم نوشتم را هم داشت، نمی‌توانست خلاصه بهتر و کوتاهتری را تهیه کند!» والاس درخواست انتشار نوشته‌اش را نکرده بود، ولی داروین به لایل نوشت: «فوراً به والاس نامه بنویس و پیشنهاد کن نظریاتش را برای چاپ به نشریه‌ای بفرستد.» و والاس پذیرفت. داروین با ناراحتی اضافه کرد: «البته با انتشار نظریات او تمام ابتکار من، به هر میزانی که می‌توانست باشد، درهم خواهد شکست.» پاسخ فوری لایل انگیزه‌ای شد تا داروین نظریات خودش را منتشر کند و در پاسخ ۲۵ ژوئن خود موافقت کرد که، می‌تواند به مقاله‌اش در تاریخ ۱۸۴۴ که هوک در ۱۸۴۷ خوانده بود و نامه‌اش به آساگری در تاریخ ۱۸۵۷ که نشان می‌داد هنوز روی نظریاتش کار می‌کند، اشاره کند و با صداقت زیادی ثابت کند که هیچ چیزی را از والاس اقتباس نکرده‌است.» او نوشت: «من اکنون بسیار خوشحالم که طرحی از نظریات عمومی‌ام را در یک دوجین یا همین حدود کاغذ منتشر می‌کنم. اما نمی‌توانم خودم را متقاعد کنم که این کار را می‌توانم با افتخار انجام دهم… خیلی بهتر است کل کتابم را بسوزانم تا اینکه والاس یا فرد دیگری فکر کند که این کار را با قصد بدی انجام داده‌ام.» همچنین درخواست کرد که از هوکر دعوت شود تا برای دومین بار نظرش را بگوید. داروین به خاطر بیماری شدید پسر کوچکش چارلز وارینگ داروین که در ۲۸ ژوئن در اثر مخملک درگذشت، بسیار عصبی بود. صبح بیست ونهم نامه‌های هوکر را دریافت کرده و نوشت: «الان نمی‌توانم فکر کنم.» و سپس آن شب‌نامه‌ها را خواند، و گرچه «با افسردگی کامل» از مستخدمش خواست که مقاله والاس، نامه به آساگری و مقاله خودش در ۱۸۴۴ را برای هوکر ببرد و تصمیم‌گیری را به عهدهٔ لایل و هوکر گذاشت.
لایل و هوکر تصمیم گرفته بودند مقالهٔ والاس را به همراه چکیده‌ای از مقاله داروین و نامه‌اش به آسا گری را به‌طور مشترک در انجمن لینه لندن منتشر کنند. آخرین نشست انجمن پیش از تعطلات تابستانی به دلیل درگذشت رئیس پیشین آن گیاه‌شناس رابرت براون از ۱۰ ژوئن ۱۸۵۸ به تأخیر افتاده بود و قرار بود در ۱ ژوئیه برگزار شود. در بعدازظهر ۳۰ ژوئن خانم هوکر از دست‌نوشته‌ها و مدارکی که داروین فرستاده بود کپی گرفت، سپس عصر همان روز لایل و هوکر مدارک را به همراه نامه‌ای برای منشی انجمن فرستادند.

## خواندن
مقالات در اول ژوئیه ۱۸۵۸ توسط منشی جان جوزف بنت در انجمن لینه خوانده شد. هیچ‌یک از نویسندگان مقالات حاضر نبودند. داروین در مراسم سوگواری پسرش شرکت کرده بود و والاس هم هنوز در برنئو بود. ریاست نشست به عهدهٔ رئیس انجمن توماس بل بود. او کسی بود که نمونه‌های خزندگان داروین در کشتی بیگل را توصیف کرده بود.
حدود سی نفر، از جمله دو مهمان ناشناس از خارج از کشور حضور داشتند و افراد زیاد دیگری هم برای شنیدن گفته‌های چارلز لایل در مورد رئیس درگذشتهٔ انجمن لینه گیاه‌شناس رابرت براون آمده بودند. ساموئل استیونس، نماینده تاریخ طبیعی والاس، حضور داشت، در حالیکه دوستان حاضر داروین در آنجا ویلیام بنجامین کارپنتر و زمین‌شناس ویلیام هنری فیتون بودند. از بین حاضران دیگر دنیل اولیور و آرتور هنفری بعدها از فرگشت حمایت کردند، در حالیکه کاتبرت کولینگوود مخالف آن شد. هوکر جرج بنت‌هام را متقاعد کرد انصراف دهد، بنابراین مقالات داروین و والاس اولین مقالاتی بودند که در دستور جلسه خوانده می‌شدند، پشت سر آن‌ها شش مقاله در مورد گیاه‌شناسی و جانورشناسی قرار داشتند. بل در پایان جلسات بحث را معرفی کرد، اما بحثی در مورد انتخاب طبیعی صورت نگرفت، شاید به خاطر میزان مطالبی که با آن سروکار داشت، شاید هم به خاطر خودداری مودبانه از بحث در مورد مطلبی بود که لایل و هوکر عالی‌مقام از آن حمایت می‌کردند.بنت‌هام خاطر نشان کرد که شنوندگان خسته به نظر می‌رسیدند. هوکر بعدها گفت: «شباهتی به بحث نداشت.»، گرچه «در مورد آن با نفس‌های بریده بریده صحبت شد.» در چای پس از آن و در خاطراتش پس از گذشت سال‌ها استدلال کرد: «برای قدیمی‌ها پیش از مجهز شدن ورود به این موضوع بسیار تهدیدکننده بود.» گرچه بل ظاهراً تأیید نکرد، نایب رئیس انجمن فوراً تمام ارجاعات مربوط به ثبات گونه‌ها را از مقالات منتظر انتشارش زدود. داروین به والاس نامه نوشت تا آنچه را که اتفاق افتاده بود توضیح دهد و نامه‌ای را هم که هوکر به تقاضای او نوشته بود کنار نامهٔ خودش در پاکت قرار داد. اقدام بعدی او این بود که خانواده‌اش را از خطر ابتلا به عفونت دور کند، هم خود او و هم اما از ترسی که در مورد امکان بیمار شدن فرزندانشان داشتند خسته شده بودند. روز بعد از مراسم سوگواری به خانه خواهر زنش در
ساسکس، سپس به پورتسموث و جزیره وایت رفتند. ابتدا در هتل کینگ در شانکلین ماندند و در ۳۰ ژوئیه داروین شروع به نوشتن «خلاصه‌ای» از کتابش انتخاب طبیعی کرد. هدفش نوشتن مقاله‌ای کوتاه در پاسخ به درخواست هوکر مبنی بر انتشار مقاله‌ای علمی در نشریه انجمن لینه بود. آن‌ها سپس ویلایی را در ساندون اجاره کردند و داروین با این واقعیت که احساس نیاز می‌کرد نوشته «خلاصه‌اش» را به بیش از ۳۰ صفحه‌ای که هوکر به او پیشنهاد کرده بود افزایش دهد تحت فشار قرار گرفت.

## مقاله
مقاله، شامل نامه و مقالات، در سومین شماره نشریه جانورشناسی انجمن لینه در (۲۰ اوت):صفحات ۴۶ تا ۵۰ منتشر شد.
مقاله شامل نامه‌ای به تاریخ ۳۰ ژوئن ۱۸۵۹ از مکاتبه جوزف دالتون هوکر و چارلز لایل بود که اطلاعاتی در مورد سه بخش مقالات ارائه می‌کرد. مقدمه با عنوان سه بخش در زیر آورده شده‌است:

آقای عزیزم، مقالات همراه، که ما افتخار فرستادن آن را به انجمن لینه داریم، شامل نتایج پژوهش‌های دو طبیعی‌دان خستگی‌ناپذیر آقای چارلز داروین و آقای آلفرد والاس است؛ و همگی به موضوع انجمن، به عبارت دیگر، قوانین مربوط به تولید انواع، نژادها و گونه‌ها مربوط هستند.
این آقایان هر کدام به طور مستقل و بدون اطلاع از کار دیگری، نظریه مشترک هوشمندانه‌ای در مورد تخمین شکل ظاهری و حفظ انواع و شکل‌های بخصوص روی زمین دارند و هر دو با شایستگی ادعا می‌کنند که در این پژوهش مهم به طور مستقل از هم عمل کرده‌اند، اما هیچ‌کدام از آن‌ها افکارشان را پیش از این چاپ نکرده‌اند، گرچه سالها پیش به طور مکرر ما به آقای داروین اصرار کردیم که این کار را انجام دهد و اکنون مقالات هر دو نویسنده بدون هیچ مشکلی در دستان ماست. ما فکر می‌کنیم بهتر است انجمن لینه برای ترویج علم یکی از آن‌ها را انتخاب کند، با توجه به تاریخ نوشته‌ها آن‌ها عبارتند از:

I. چکیده‌ای از کار منتشر نشدهٔ آقای چ. داروین روی گونه‌ها، شامل بخشی از فصلی با عنوان «در تنوع موجودات زنده در طبیعت؛ در مورد ابزار طبیعی انتخاب در مورد مقایسه نژادهای اهلی و اهلی نشده.»

II. خلاصه‌ای از نامهٔ آقای چ. داروین به پروفسور آسا گری به مقصد بوستون، آمریکا به تاریخ پنجم سپتامبر ۱۸۵۷

III. در باب تمایل گونه‌ها به ایجاد اقسام نوشتهٔ :آلفرد راسل والاس

نامه دو مورد اول را به‌طور خلاصه شرح می‌دهد و راجع به مقاله‌ای می‌گوید که والاس برای داروین فرستاده بود «و از داروین درخواست کرده بود در صورتی که به نظرش مقاله به اندازهٔ کافی جالب و نو بود، آن را برای آقای چارلز لایل بفرستد. آقای داروین ارزش نظرات موجود در مقاله را به شدت درک کرد، او نامه‌ای به چارلز لایل نوشته و پیشنهاد کرد موافقت والاس را برای هرچه زودتر چاپ کردن مقاله‌اش بدست آورد. از این مرحله ما به شدت تأیید می‌کنیم که از آقای داروین خواستیم نظراتش را از مردم پنهان نکند، چون او به شدت (به نفع آقای والاس) تمایل به این کار داشت. او خودش یادداشت‌هایی در مورد همین موضوع نوشته بود، و همانطوری که پیش از این گفته شد، در ۱۸۴۴ یکی از ما آن یادداشت‌ها را به‌دقت مطالعه و بررسی کرده بودیم، و هر دوی ما سال‌های زیادی محتویات آن را در اختیار داشتیم. در نمایندگی از آقای داروین، او به ما اجازه داد از یادداشتهایش هر جور که مناسب تشخیص می‌دهیم استفاده کنیم و در اتخاذ روند فعلی ما، ارائهٔ آن به انجمن لینه، به او توضیح داده‌ایم که ما تنها به دنبال اثبات ادعای پیشقدم بودن او یا دوستش نیستیم، بلکه به طور کلی منافع علم مدنظر ماست.»

## تأثیر انتشار
این مقاله در چندین مجله از جمله جانورشناس، تجدید چاپ و بررسی شده‌است. قضاوت جانورشناس این گونه بود:از خودم می‌پرسم: «همهٔ این حرف‌ها چه چیزی را اثبات می‌کند.» همهٔ پاسخی که من می‌توانم بدهم این است: «یک احتمال.»در برخی از نقدها و نامه‌ها در مورد آن مقاله تفسیرهایی نوشته شد. در مه ۱۸۵۹ توماس بل در مقام رئیس انجمن لینه نوشت که: «سالی که گذشت، در واقع، به نظر گروه علمی که مقالات را بررسی می‌کنند، هیچ کشف قابل توجهی که انقلابی محسوب شود، نداشت.» سال‌ها بعد داروین تنها یک نقد را به یاد داشت، پروفسور هاوتون از دوبلین ادعا کرده بود که: «تمام مطالب جدید مقاله‌ها دروغ و تمام حقایق قدیمی بودند.»
علی‌رغم بیماری، داروین تحت فشار قرار داشت تا از «کتاب بزرگش» در مورد انتخاب طبیعی «چکیده‌ای» بنویسد. این متن فشرده در نوامبر ۱۸۵۹ با نام خاستگاه گونه‌ها منتشر شد.

## تأثیر در سایبرنتیک
در بخش بزرگی از متن مقاله والاس، او در مورد اصول فرگشت صحبت می‌کند:
عمل این اصل دقیقاً مشابه عمل گاورنر گریز از مرکز موتور بخار است، که هر نوع بی‌نظمی را تقریباً پیش از آشکار شدن کنترل و تصحیح می‌کند؛ و در حالت مشابه هیچ کمبود نامتعادلی در فرمانرو حیوانات نمی‌تواند به مقدار قابل توجهی برسد، چون در اولین مرحله با نشان دادن وجود مشکل و بدنبال آن از بین بردن سریع آن خود را اصلاح می‌کند.
گرگوری بیتسون متخصص سایبرنتیک و انسان‌شناس در دهه ۱۹۷۰ گفت: گرچه توضیح والاس بیشتر تصویری است ولی احتمالاً قدرتمندترین چیزی است که در قرن نوزدهم گفته شده‌است.در سال ۱۹۷۹ بتسون این موضوع را در کتابش «ذهن و طبیعت» دوباره مرور کرده و آن را «یک وحدت ضروری» نامید، و دیگر پژوهشگران هم به بررسی ارتباط بین انتخاب طبیعی و نظریه سامانه‌ها ادامه دادند.